# Fortino di Monte d'Oro
Il fortino di Monte d'Oro è un forte ubicato sul Capo Palinuro, nella provincia di Salerno in Campania.

## Storia
Fu costruito durante il decennio francese del Regno di Napoli.